# Bistum Brooklyn
Das in den USA gelegene Bistum Brooklyn (lat. Dioecesis Bruklyniensis) ist eine Diözese der römisch-katholischen Kirche. Es untersteht dem Erzbistum New York als Suffraganbistum.

## Beschreibung
Das Bistum umfasst territorial die New Yorker Stadtbezirke Brooklyn und Queens.
Dem Bischof von Brooklyn stehen derzeit zwei Weihbischöfe zur Seite.
Zum Bistum gehört die Friedhöfe Holy Cross, der sich an der 3620 Tilden Avenue in East Flatbush befindet, und Most Holy Trinity in Brooklyn. In Queens sind es der Mount St. Mary Cemetery in Flushing, Our Lady of Mount Carmel Cemetery in Astoria, St. John Cemetery in Middle Village und St. Monica Cemetery in Jamaica. Außerhalb der Diözese liegen der St. Charles / Resurrection Cemeteries in Farmingdale, St. Mary Star of the Sea Cemetery in Lawrence und Trinity Cemetery in Amityville.

## Geschichte
Es wurde am 29. Juli 1853 gegründet. Damals war Brooklyn noch eine selbstständige Stadt. Ursprünglich umfasste sie ganz Long Island. 1957 wurde die selbstständige Bistum Rockville Centre gebildet.

## Bischöfe von Brooklyn
- John Loughlin (1853–1891)
- Charles Edward McDonnell (1892–1921)
- Thomas Edmund Molloy (1922–1956)
- Bryan Joseph McEntegart (1957–1968)
- Francis J. Mugavero (1968–1990)
- Thomas Vose Daily (1990–2003)
- Nicholas Anthony DiMarzio (2003–2021)
- Robert John Brennan (seit 2021)

## Weihbischöfe in Brooklyn
- George Mundelein (1909–1915), danach Erzbischof von Chicago und Kardinal
- Thomas Edmund Molloy (1920–1921), danach Bischof
- Raymond Augustine Kearney (1934–1956)
- John Joseph Boardman (1952–1977)
- Edmund Joseph Reilly (1955–1958)
- Joseph Peter Michael Denning (1959–1982)
- Charles Richard Mulrooney (1959–1981)
- John J. Snyder (1972–1979), danach Bischof von Saint Augustine
- Joseph Michael Sullivan (1980–2005)
- René Arnold Valero (1980–2005)
- Anthony Joseph Bevilacqua (1980–1983), danach Bischof von Pittsburgh, Erzbischof von Philadelphia und Kardinal
- Ignatius Anthony Catanello (1994–2010)
- Gerald Barbarito (1994–1999), danach Bischof von Palm Beach
- Guy Sansaricq (2006–2010)
- Frank Joseph Caggiano (2006–2013), danach Bischof von Bridgeport
- Octavio Cisneros (2006–2020)
- Paul Robert Sanchez (2012–2022)
- Raymond Francis Chappetto (2012–2022)
- James Massa (seit 2015)
- Witold Mroziewski (seit 2015)
- Neil Edward Tiedemann CP (seit 2016)

## Weblinks

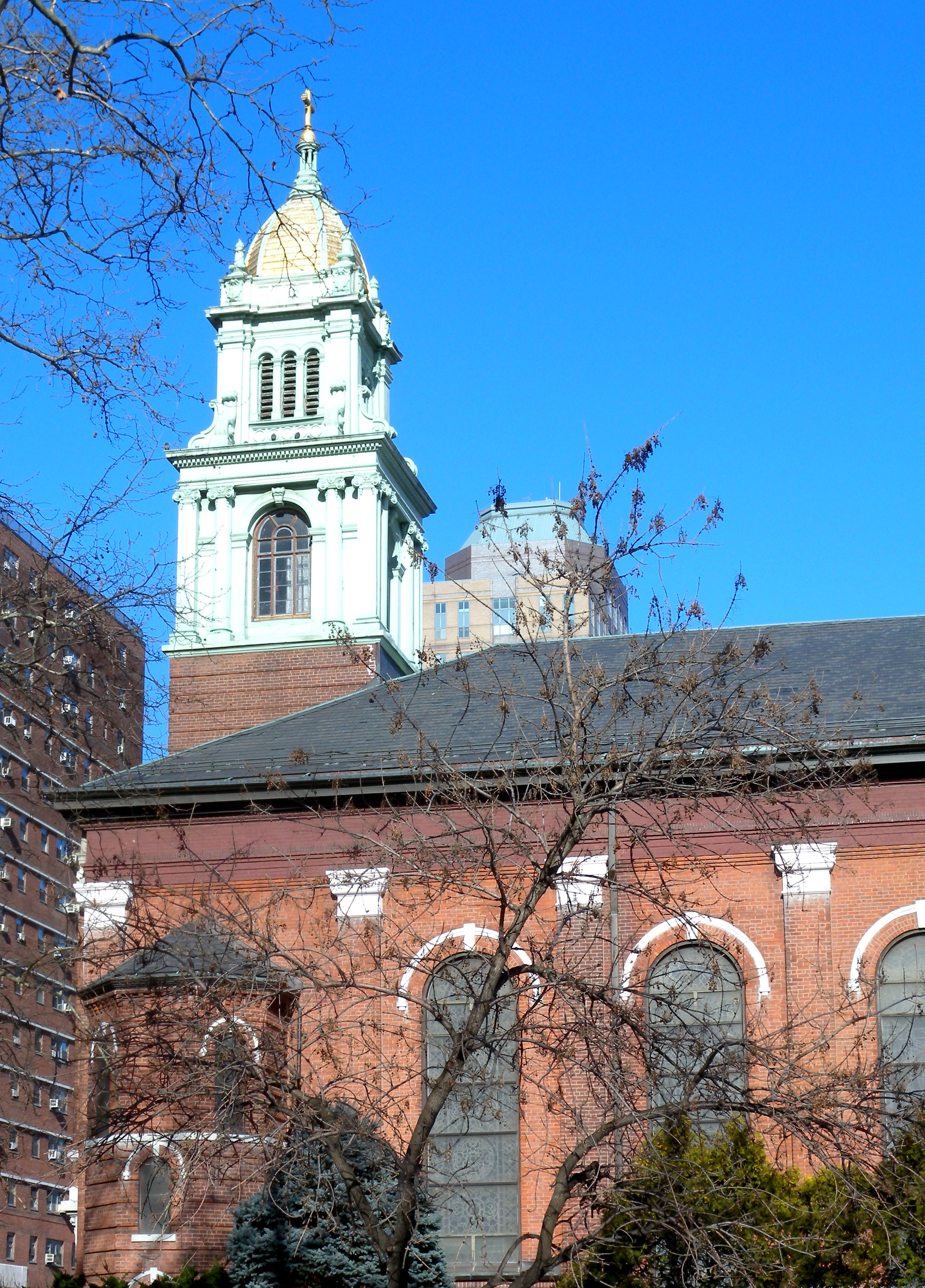
Kathedralbasilika St. Jakob